# Gol stavkirke
Kościół klepkowy z Gol (Gol stavkirke) – kościół klepkowy (słupowy), znajdujący się obecnie w Norweskim Muzeum Ludowym na półwyspie Bygdøy w Oslo.

## Historia
Kościół został wybudowany w norweskim mieście Gol, w regionie Buskerud. Gdy stał się zbyt mały dla zboru i planowano jego zburzenie stowarzyszenie Foreningen til Norske Fortidsminnesmerkers Bevaring kupiło kościół. Za zgodą króla Oscara II przeniesiono go do parku narodowego Bygdøy w 1884 roku. Obecnie w Gol znajduje się jego replika wybudowana w latach 90. XX wieku. Badania dendrochronologiczne wskazują, że świątynia powstała około 1212 roku.
Replika kościoła została wybudowana w 1988 roku w EPCOT w Walt Disney World Resort na Florydzie jako symbol Norwegii.